# Anjum Singh
Anjum Singh (n. 1967, New Delhi, Teritoriul Capitalei Naționale Delhi⁠(d), India – d. 17 noiembrie 2020, New Delhi, Teritoriul Capitalei Naționale Delhi⁠(d), India) a fost o artistă indiană ale cărei lucrări s-au concentrat pe ecologia urbană, degradarea mediului și propriile lupte cu cancerul.    S-a născut în New Delhi, India și a continuat să trăiască și să lucreze acolo. Singh a fost fiica a doi artiști indieni remarcați: Arpita Singh și Paramjit Singh.

## Tinerețe
Singh s-a născut în New Delhi în 1967, fiind fiica artiștilor remarcați Arpita Singh și Paramjit Singh.  A absolvit diploma de licență în artă plastică la Kala Bhavana din Shantiniketan, fiind influențată de pictorul maghiar-indian Amrita Sher-Gil. Ulterior, a obținut un masterat în arte plastice la Colegiul de Artă de la Universitatea din Delhi în 1991 și a studiat pictura și tipărirea la Școala de Arte și Design Corcoran din Washington, DC, între anii 1992 și 1994.  

## Carieră
Singh a remarcat-o pe Amrita Sher-Gil ca fiind una dintre primele sale influențe artistice, cu lucrările sale timpurii axate pe motive figurative.  Lucrările ei ulterioare s-au concentrat pe ecologia urbană și degradarea mediului. Ele au fost expuse în expoziții personale în India, Singapore și SUA, iar expozițiile sale de grup au fost prezentate în Melbourne, Cairo și Londra, printre alte orașe din India.  Într-o recenzie a debutului ei solo la New York în 2002, The New York Times menționează: „Cu formele lor lucide și culorile apetisante, cele șase tablouri din debutul solo al lui Anjum Singh la New York fac o primă impresie primitoare instantanee, deși tind să păstreze semnificațiile lor în rezervă." 
Ultima ei expoziție, desfășurată în septembrie 2019 la Galeria Talwar din New Delhi și intitulată „Sunt încă aici”, a fost o expoziție autobiografică care prezenta propriul corp și luptele sale cu cancerul. Picturile foloseau ulei pe tehnică mixtă. Într-o recenzie intitulată Agonia și extazul lui Anjum Singh, The Hindu a menționat: „Este una dintre cele mai bine dotate expoziții ale sezonului, prezentând vederi dramatice ale picturilor individuale și grupări convingătoare de lucrări pe hârtie.”   Se remarcă faptul că descrierile sale autobiografice intime și sensibile au provenit din propria boală și din lupta împotriva cancerului. 
Unele dintre lucrările sale celebre au inclus Bleed Bled Blood Red (2015), Heart (Machine) (2016) și Blackness (2016).  
Singh a fost beneficiara unui Charles Wallace Trust Fellowship pentru o rezidență la Gasworks Studios, Londra, în 2002-2003, și a câștigat un premiu la Yuva Mahotsava de la Sahitya Kala Parishad în 1991. 
Singh a murit pe 17 noiembrie 2020 la New Delhi, după o lungă luptă cu cancerul, la vârsta de 53 de ani.  

## Expoziții
Sursa: 

### Expoziții solo
- 1996: Vadehra Art Gallery, New Delhi, India
- 1999: Gallery Chemould, Mumbai, India
- 2001: Sakshi Gallery, Bangalore, India
- 2002: Talwar Gallery Spill, New York, NY, US
- 2006: Sakshi Gallery, City in Progress, Mumbai, India
- Palette Gallery, Spill, New Delhi, India
- 2007: Bodhi Art, Urban Sprawl, Singapore
- 2009: Vadehra Art Gallery, All That Glitters is Litter, New Delhi, India
- 2010: Palette Gallery, The Skin Remembers, New Delhi, India
- 2015: Talwar Gallery:Masquerade, New York, NY, US
- 2019: Talwar Gallery, I am still here, New Delhi, India

### Expoziții de grup
- 1994: Asian American Art Center, Betrayal / Empowerment, New York, NY, US
- 1996: 6th Bharat Bhawan Biennale, Bhopal, India
- 1997: National Gallery of Modern Art (NGMA), Colors of Independence, New Delhi, India
- 1997: SAHMAT, Gift of India, New Delhi, India
- 1998: The Next Wave, Melbourne, Australia
- 1998: 7th International Cairo Biennale, Cairo, Egypt
- 1999: Pernegg & Salzburg, The Search Within, Austria, New Delhi & Mumbai, India
- 1999: Art Ink, Edge of the Century, New Delhi, India
- 2000: Lakeeren Gallery, Anonymously Yours, Mumbai, India
- 2000: Sakshi Gallery, Embarkations, Mumbai, India
- 2000: Jehangir Art Gallery, A Global View: Indian Artists at Home and the World, Mumbai, India
- 2001: Khoj International Artists Workshop, Modinagar, India
- 2002: Art Inc., Transfigurations, New Delhi, India
- 2003: Gallery Chemould, 20×20, Mumbai, India
- 2005: Bodhi Art, Towards Abstraction, New Delhi, India
- 2005: Vadehra Art Gallery, Are we like this only?, New Delhi, India
- 2005: Talwar Gallery, (Desi)re, New York, NY, US
- 2007: Grosvenor Vadehra Gallery, Here and Now, London, UK
- 2011: San Jose Museum, Roots in the Air and Branches Below, San Jose, CA, US
- 2011: Prince of Wales Museum, Fabular Bodies, Mumbai, India